# Rektilineární objektiv

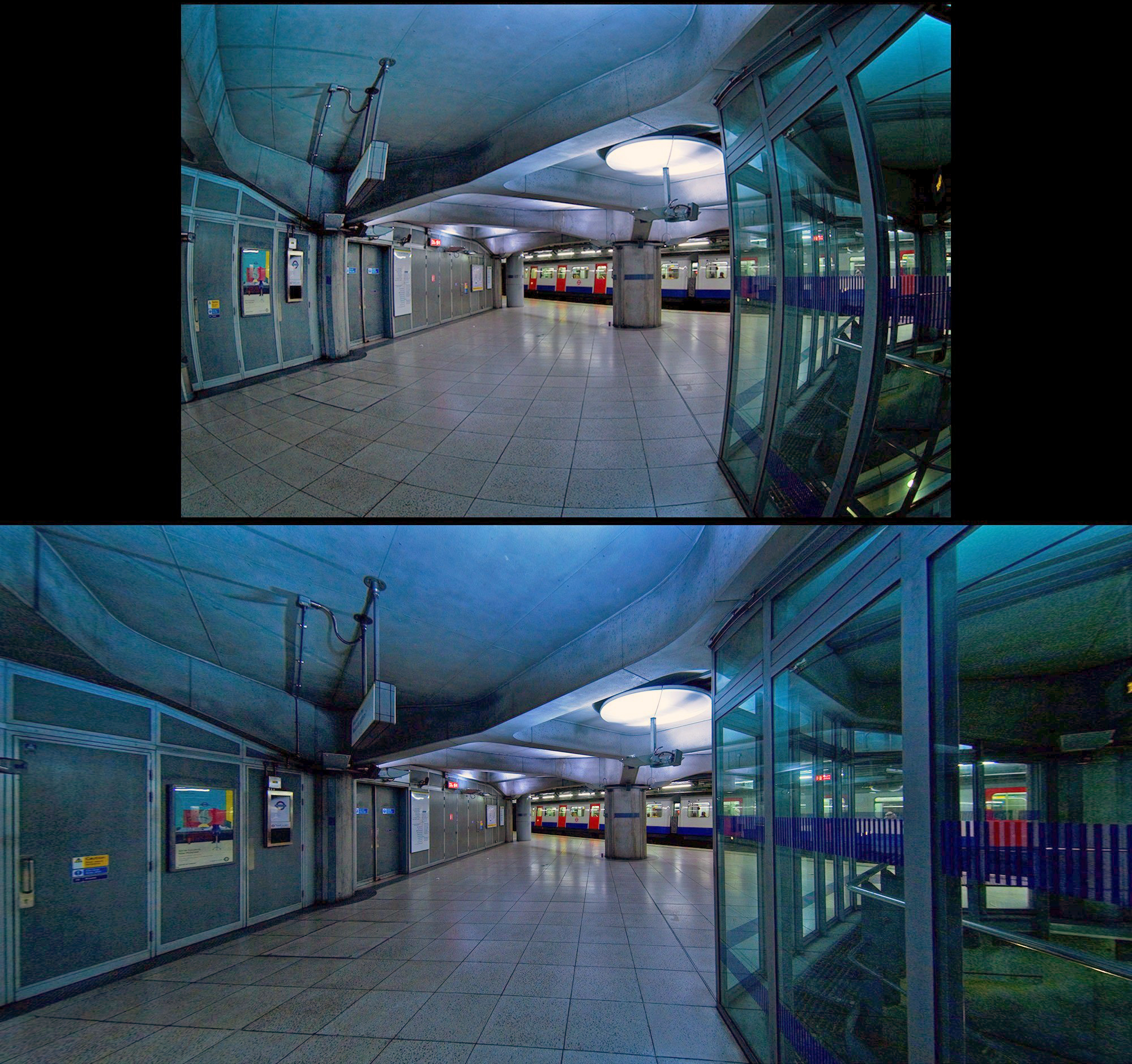
Ukázka rektilineárního objektivu

Rektilineární objektiv je ve fotografii objektiv, který se nevyznačuje poduškovitým ani soudkovitým zkreslením. Jedná se o základní typ objektivu, k jehož vlastnostem se drtivá většina používaných objektivů blíží. Označení se ale používá především pro širokoúhlé objektivy, kde je dosažení rektilinearity technicky obtížné.

## Vlastnosti
Rektilineární objektiv promítá přímky v prostoru na přímky na čipu či filmu. Navíc takový objektiv promítne čtvercovou síť kolmou na osu objektivu opět na čtvercovou síť bez jakéhokoliv zkreslení tvaru.
Pokud se takovým objektivem fotografují objekty, které mají charakter pohledu z vnitřku kulové plochy (astrofotografie, panoramata), provádí takový objektiv Gnómonickou projekci.
Znamená to, že objekty na okraji obrazového pole širokoúhlého objektivu jsou nepřirozeně zvětšené a protáhlé.